# Haute École d'art de Perpignan

La Haute École d'art de Perpignan (Heart) est un établissement d'enseignement supérieur artistique agréé par l’État. Il a été créé au début du XIXe siècle sous le nom d’école municipale des Beaux-Arts de Perpignan. Établissement public de coopération culturelle, elle est gérée et financée par la ville de Perpignan avec le soutien du ministère de la culture (DRAC). Elle est installée en centre ville au 3 rue Maréchal Foch à Perpignan.
La Haute École d'art de Perpignan a fermé le 30 juin 2016.

## Histoire
L'école municipale des beaux arts de Perpignan a été fondée en 1817.
C'est en 1999 que les accords de Bologne entre ministres européens exigent que les écoles d’art françaises intègrent le giron universitaire. La révision générale des politiques publiques (RGPP) qui les a frappées a exigé qu’elles deviennent financièrement autonomes, fragilisant ainsi ces "écoles du sensible" qui sont prises entre les impératifs de rentabilité et la préservation de leur vocation artistique.
Les écoles d’art se voient imposé un statut enseignant différent selon qu’elles sont territoriales ou nationales. Les territoriales se retrouvent liées aux décisions des collectivités locales qui les financent et les dirigent. Ainsi, les changements politiques qui les traversent peuvent affecter le positionnement artistique à long terme de ces écoles,.
En 2006, le budget de l'école est assuré par la ville de Perpignan (90%) et par la direction régionale des affaires culturelles Drac (10%). Il est principalement consacré à la masse salariale composée d'employés de mairie détachés.
En 2009, l'école accueille un nouveau directeur en la personne de Jordi Vidal. Un établissement public de coopération culturelle EPCC voit le jour sans toutefois l'appui financier d'autres collectivités territoriales.

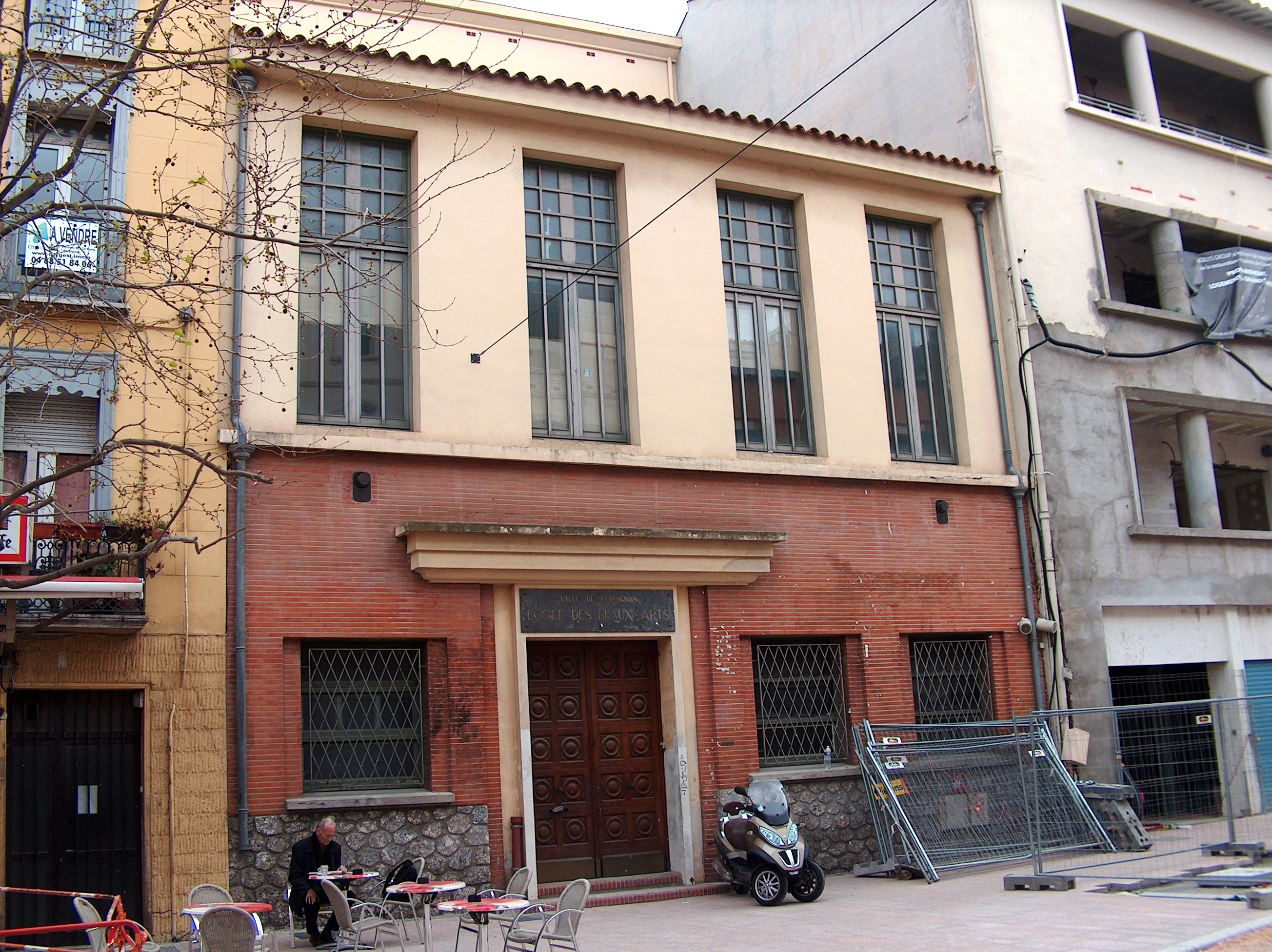
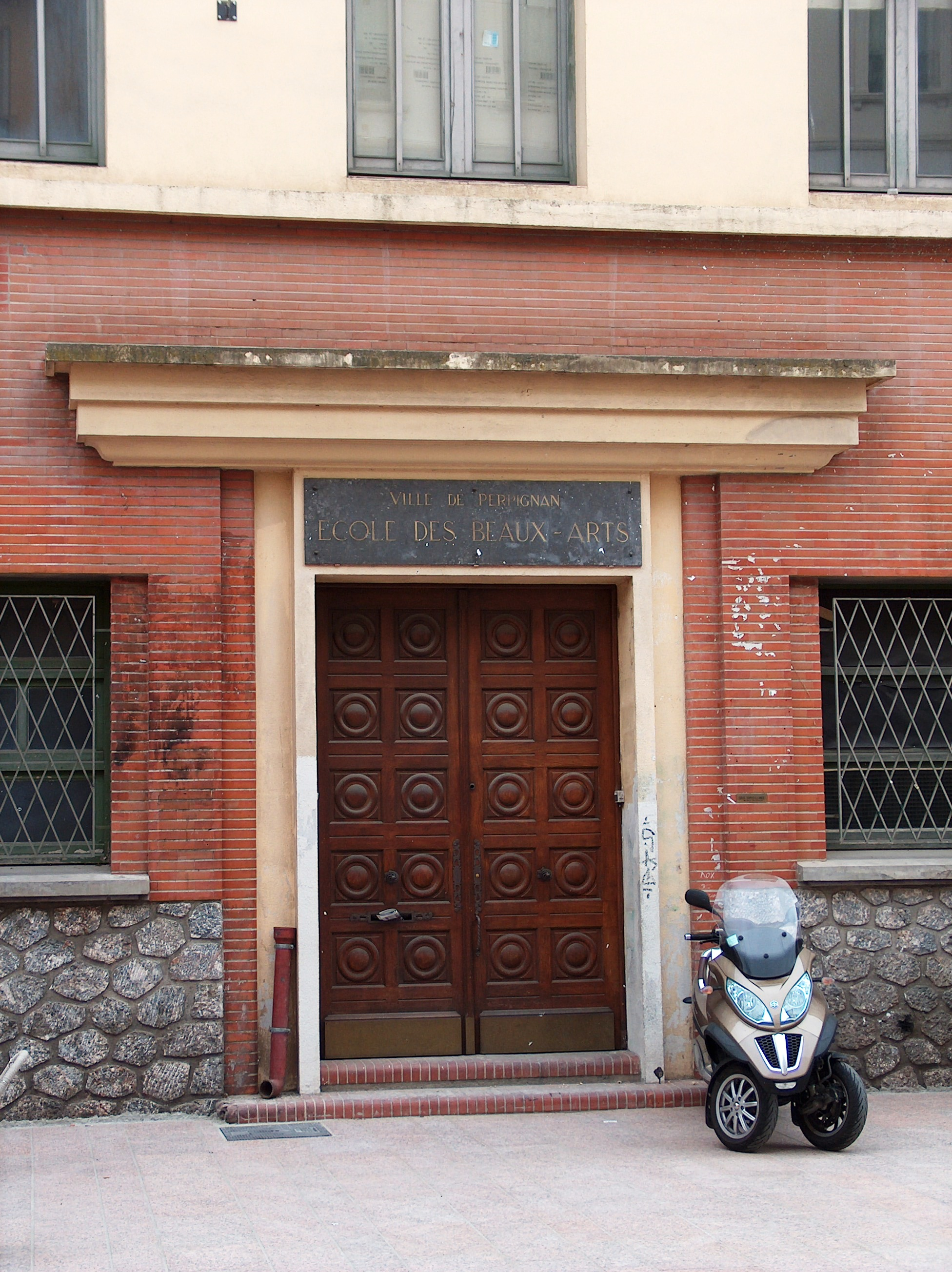

### Mouvement étudiants
En mars 2006, Jean-Paul Alduy, alors maire de Perpignan et qui a appris le dessin dans l'école, annonce la fermeture de l'école. Après plusieurs semaines de discussions, l'arbitrage concerne la sauvegarde des 4e et 5e années et la suppression du recrutement de la 1re année. Sans recrutement de nouveaux étudiants, l'école voit ses effectifs fondre.
En 2010, un master conjoint est créé avec l'université de Perpignan et l'agence d'évaluation de la recherche et de l'enseignement (AERES) le valide pour cinq ans. Le projet de recherche est validé et financé par le ministère de la culture. Seulement trois écoles, sur la soixantaine d'écoles d'art en France l'ont obtenu. Il faut dire que l'idée de la naissance du Centre d'art contemporain Walter Benjamin séduit l'agence AERES.
En 2011 le nouveau maire Jean-Marc Pujol accepte l'inscription à nouveau des premières années et débauche le directeur de l'école pour qu'il devienne le directeur de la culture de la ville. À la rentrée de septembre, pour la première fois depuis 2006, l'école propose un cycle complet de 5 ans…
Durant le conflit de 2014, des élèves se vendent sur des sites internet de vente en ligne (commerce d'être humain) pour exprimer leur désarroi.
En 2015, l'école d'art de Perpignan est menacée de fermeture. À la suite de cette annonce des étudiants décident d'occuper leurs écoles,. Plusieurs étudiants ont formé le mouvement Désobé!r, ce mouvement se réunit pour diffuser l'opposition des étudiants à la fermeture de l'école pour des causes budgétaires.

## Enseignements
Le cursus est établi sur une durée de 3 et 5 ans après le baccalauréat. Le ministère de la culture délivre deux diplômes nationaux :
- Le diplôme national d’arts plastiques (DNAP) à l’issue de la troisième année,
- Le diplôme national supérieur d’expression plastique (DNSEP) à l’issue de la cinquième année.

Il existe aussi : 
- certificat d'études d'arts plastiques (Bacc + 2)
- certificat d'études supérieures d'arts plastiques (Bacc + 4)

## Équipe pédagogique
Elle est composée de 10 professeurs pour 8 disciplines (à vérifier).

## Anciens directeurs
- Roger Mauréso
- Jordi Vidal
- Serge Fauchier
- Isabelle Dulac
- Michel Pinell

## Anciens professeurs notables
- Joerg Bader
- Germain Bonel (1967 - 1983)
- Brunet (ingénieur Arts et Métiers), dessin industriel.
- Sacha Ketoff, professeur contractuel
- Josep-Maria Martin
- Jacques Quéralt (critique d´art / professeur d´art plastique)
- André Valensi (Membre d'origine du groupe Support/Surface)

## Anciens élèves notables
Par ordre alphabétique du patronyme :
- Roger Crusat
- Marc-André 2 Figueres
- Pierre Garcia-Fons
- Hervé All